# Chrysacris humengensis
Chrysacris humengensis är en insektsart som beskrevs av Ren, Bingzhong och Fengling Zhang 1993. Chrysacris humengensis ingår i släktet Chrysacris och familjen gräshoppor. Inga underarter finns listade i Catalogue of Life.